# 北勢街

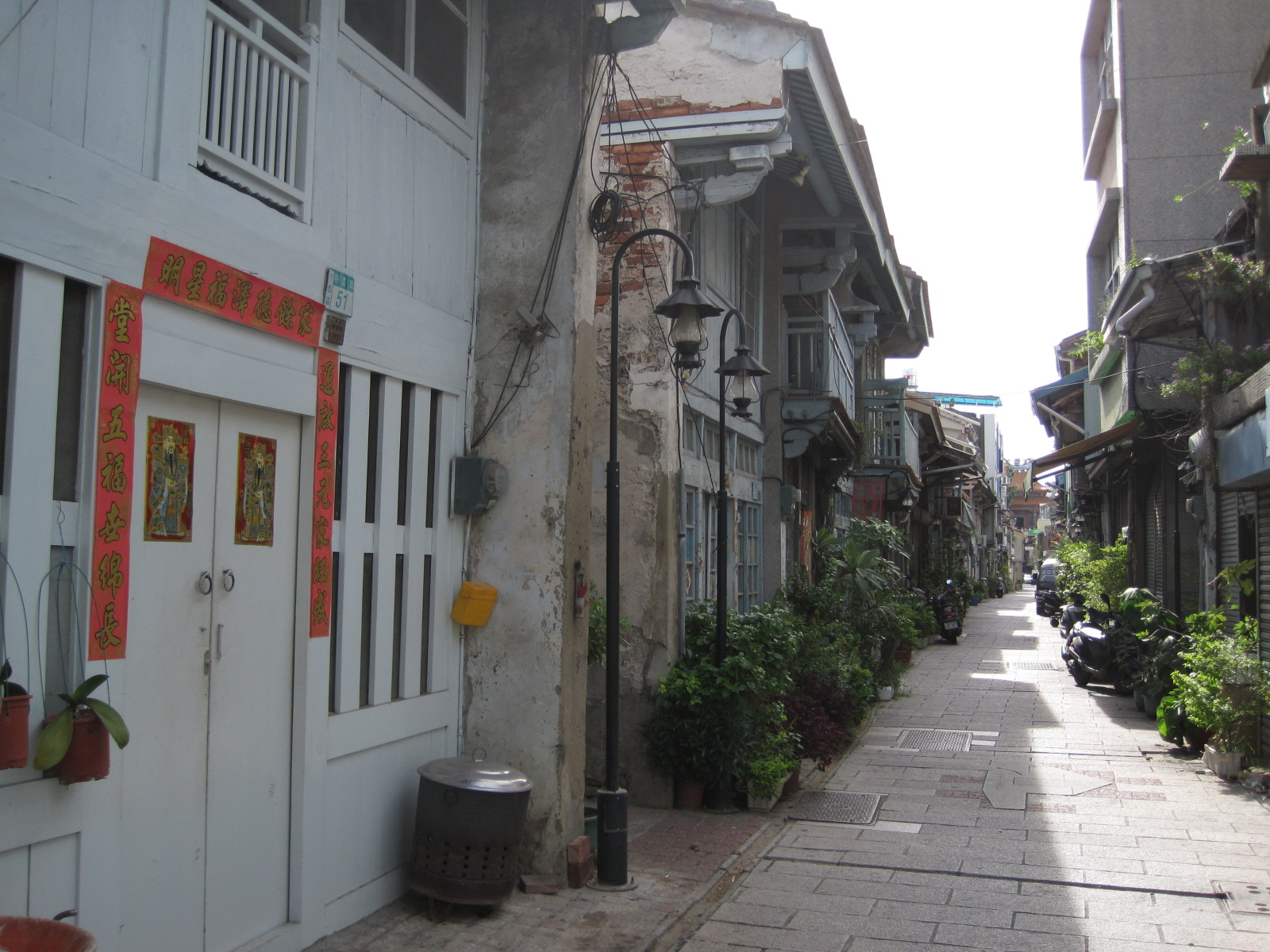
神農街今貌

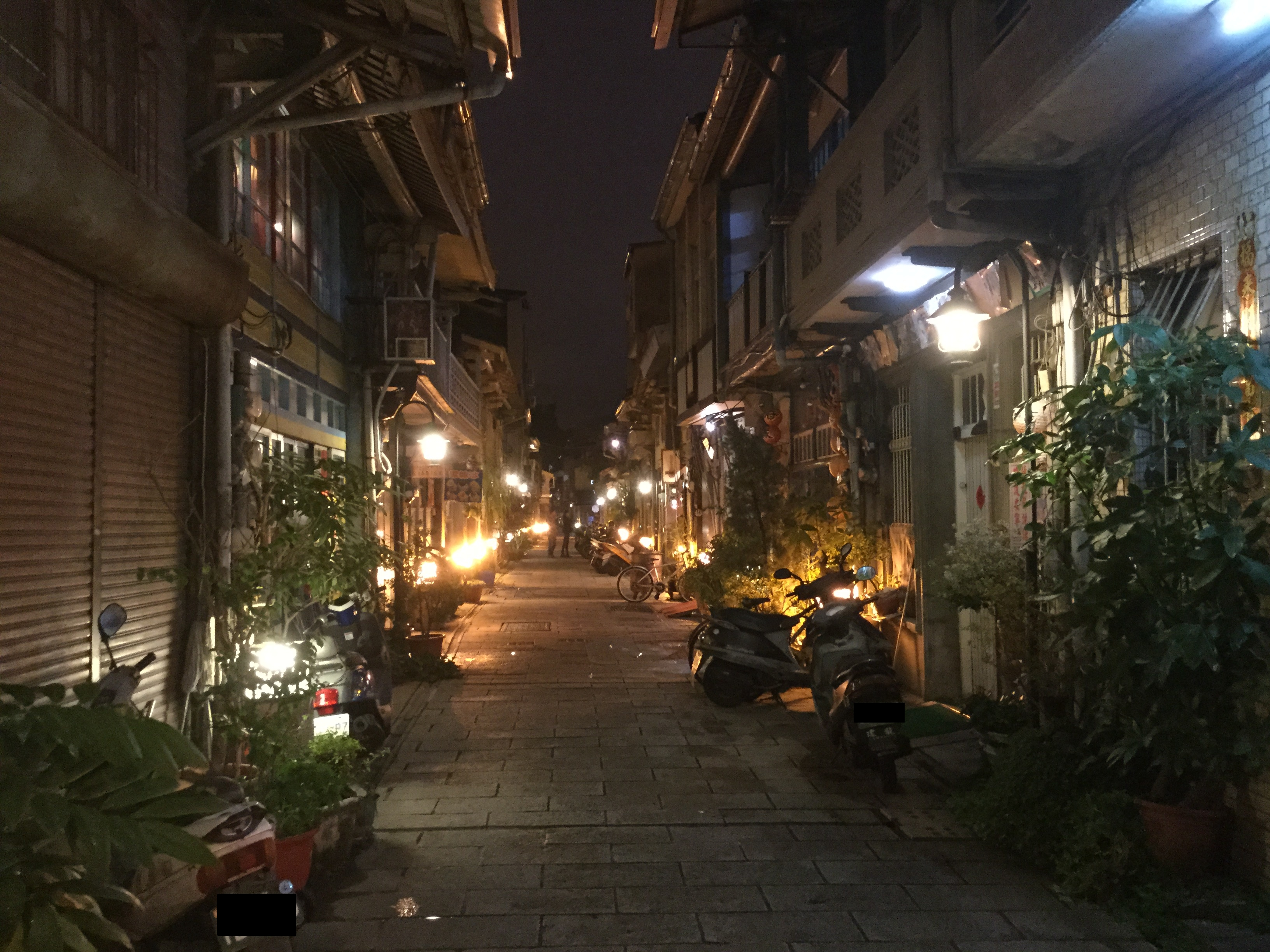
神農街夜景

北勢街是臺灣府城的街道，因五條港中的南勢港（或稱北勢港）之北側而得名。
北勢街為今日臺南市中西區的神農街東半部，即信義街以東的部分。今日在神農街上仍有許多兩層樓木屋。一樓為店面、二樓為貨物倉庫，是臺南舊市區保存較好的老街。北勢街上的臺南金華府，是昔日碼頭工人的信仰中心。

## 其他
- 現今神農街之名，來自路底的臺南藥王廟。
- 信義街舊名為北勢橫街，俗稱「橫街仔」。